# Berthold Barwinski
Berthold Paul Barwinski (* 27. Juli 1903 in Deutsch Crone; † 26. Juli 1971 in Wiesbaden-Sonnenberg) war ein deutscher Verwaltungsjurist.

## Leben
Barwinski legte 1929 an der Rechts- und staatswissenschaftlichen Fakultät der Universität Marburg seine Promotionsschrift vor. Später war er als Rechtsanwalt in Berlin tätig.
Nach Gründung des Landes Hessen war er zunächst Ministerialrat, später Ministerialdirigent in der Staatskanzlei. Dort führte er für den Ministerpräsidenten eine Normenkontrollklage gegen die Parteienfinanzierung.
Gemeinsam mit Georg August Zinn veröffentlichte er einen Kommentar zur Verfassung des Landes Hessen.

## Auszeichnungen
- 1968: Großes Verdienstkreuz der Bundesrepublik Deutschland

## Schriften
- Die Abtretung einer Forderung zum Inkasso, Dissertation Universität Marburg 1929
- mit August Zinn: Verfassung des Landes Hessen: Kommentar, Band 2, Gehlen, 1985